# Захват Гуама
Захват Гуама (англ. Capture of Guam) — военная операция США во время Испано-американской войны, закончившаяся быстро и бескровно захватом острова Гуам Соединёнными Штатами.

## История
Гуам находился под контролем Испании с 1668 года. Ко времени Испано-американской войны, из-за отсутствия необходимости, на острове не было серьёзных оборонительных сооружений. С началом войны для ведения действий на этом военном театре ВМФ США был привлечён бронепалубный крейсер «Чарльстон», которому поручили возглавить экспедицию по захвату острова. 20 июня 1898 года «Чарльстон» и три транспорта с солдатами прибыли к Гуаму.
Капитан крейсера увидел в гавани только одно японское торговое судно, перевозившее копру. Никаких других кораблей на рейде не было. В это время на берегу в местечке Пити собрались любопытные жители острова и его официальные лица, за исключением губернатора Хуана Марины. 
С «Чарльстона» было произведено несколько выстрелов по старой испанской крепости, но ответного огня не последовало и не было видимых повреждений крепости. Скорее всего снаряды пролетели мимо, так как капитан морской пехоты Гуама Педро Дуарте сказал, что судно салютует и послал гонца в столицу острова — город Аганья, находящийся в 10 км от Пити, с сообщением прислать губернатора, чтобы дать ответный салют. 
Делегация острова села в лодку и направилась к американскому кораблю. Когда они поднялись на борт «Чарльстона», то узнали, что между Испанией и США объявлена война и крейсер прибыл для захвата острова. Испанские чиновники были поражены этой новостью. Они были объявлены военнопленными и в капитанской каюте крейсера стали обсуждать условия капитуляции, которая состоялась 21 июня 1898 года.
В результате капитуляции были пленены и доставлены на американский крейсер 54 солдата и два лейтенанта испанского гарнизона. Всего в ходе операции были взяты трофеи: 52 винтовки Mayзepa, 45 штыков и ножен к ним и 7500 7-мм патронов для винтовок Маузера; 62 винтовки Ремингтона, 60 штыков с ножнами к ним и 2000 патронов для винтовок Ремингтона; 52 пояса, ; 64 патронташа; 45 кожаных поясов, три сабли,  и четыре испанских флага.
Губернатором острова до прихода американской администрации был назначен Франсеск Мартинес Портусач. Попрощавшись с жителями Гуама, «Чарльстон» и три транспорта 22 июня отбыли на Филиппинские острова. Крейсер принимал участие при захвате Манилы и бухты Субик. Потерпел крушение и затонул 2 ноября 1899 года, когда наскочил на подводный риф недалеко от острова Лусон.